# 船尾座NV
船尾座NV，又名CD-36 3512，HD 57150、SAO 197824、HR 2787，是船尾座的一颗恒星，视星等为4.66，位于銀經248.78，銀緯-10.91，其B1900.0坐标为赤經7h 14m 45s，赤緯-36° -10.91′ 6″。